# ADAM
ADAM (укр. Адам) — український гурт з Києва.

## Історія
Гурт засновано у 2015 році в Києві Михайлом Клименком (композитор, автор пісень, музикант) та Сашею Норовою (вокалістка, актриса, танцівниця та художниця).
Від початку своєї діяльності гурт зосереджувався на створенні пісень, що поєднують поезію та глибокий соціальний зміст, піднімають важливі соціальні теми та виражають емоційний досвід любові, кохання та взаємодії між людьми. Гурт також відомий своєю самобутністю в створенні відеокліпів, в яких Саша Норова та Михайло Клименко часто виконують функції режисерів, операторів, стилістів і декораторів.
Гурт складається з Михайла Клименка (вокал, клавіші), Саші Норової (вокал, танці), Максима Козаченка (гітара), Андрія Гриценка (барабани) та В'ячеслава Шевченка (звук). На концертах гурту часто виступають запрошені музиканти.
ADAM є також відомим завдяки своїм виступам, які поєднують музику з елементами театралізованих шоу.

## Склад
- Михайло Клименко — вокал, клавішні, саундпродюсер
- Саша Норова — муза, актриса
- Максим Козаченко — гітара, клавішні
- Андрій Гриценко — ударні

## Дискографія
- 2017 — «ЧЮЗМЮЗ» (таку як є, танцюй мила…)
- 2019 — «Ронім» (дещо інше, потреба…)
- 2023 — «Повільно»
- 2023 — «Зорепади» (дует з Kola)
- 2024 — «Останній раз» (разом з KALUSH & Balsam)
- 2024 — «Особистий рай» (дует з Геля Зозуля)
- 2025 — «Ау Ау» (дует з Саша Норова) з мініальбому Sasha Norova — Культурне диско